# Richard d'Harcourt
Richard d'Harcourt, fut baron d'Harcourt, de Saint-Sauveur-le-Vicomte et d'Auvers, seigneur d'Elbeuf, de Bourgtheroulde, de La Saussaye, de Brionne, de Beaumont-le-Roger, d'Angeville et de Saint-Nicolas-du-Bosc.

## Biographie
Richard d'Harcourt est le fils de Robert II d'Harcourt et de Jeanne de Meulan, dame de Meulan et de Brionne.
Il est cité en 1210 parmi les chevaliers bannerets du roi Philippe Auguste et il est invité à assister au sacre du roi Louis IX à Reims le 29 novembre 1226.
En septembre 1235, il est convoqué par le roi Saint Louis à Saint-Denis avec les trente principaux seigneurs et barons de France afin de s'opposer au refus des prélats de comparaître devant la justice royale pour les affaires temporelles. Il souscrit à la requête adressée au pape Grégoire IX à ce sujet aux côtés, notamment, du duc de Bourgogne et du comte de Bretagne.
Il meurt avant 1242.

## Descendance
De son mariage avec Mathilde Tesson, fille de Raoul IV Taisson, dame de Saint-Sauveur, d'Auvers d'Avrilly, il eut dix enfants :
- Jean Ier d'Harcourt, baron d'Harcourt
- Raoul d'Harcourt, auteur de la branche des seigneurs d'Avrilly
- Robert d'Harcourt, seigneur de Beaumesnil, auteur de la branche des seigneurs de Beaumesnil
- Amaury d'Harcourt, seigneur d'Elbeuf, tué au siège de Perpignan en 1285
- André d'Harcourt, seigneur de Cailleville
- Hugues d'Harcourt, seigneur de Poligny
- Jeanne IV d’Harcourt (1312-13??), religieuse à l'abbaye royale de Longchamp
- Perrette d'Harcourt, épouse de Jean II d'Hellenvillers
- Alix d'Harcourt, épouse de Philippe de Pérusse, seigneur de Lavauguyon
- Marguerite d'Harcourt, épouse de Baudoin III, le jeune, de Créquy